# Umberto Guarracino
Umberto Guarracino (La Spezia, 1885 – La Spezia, 14 febbraio 1935) è stato un attore italiano.

## Biografia
Era nato alla Spezia e lavorava come camallo al porto di Genova come Bartolomeo Pagano. Entrambi esordirono come attori in Cabiria di Giovanni Pastrone nel 1914, Pagano nei panni di Maciste e Guarracino come comparsa non accreditata.
Nel 1920 esordì come protagonista nei panni del mostro nel film Il mostro di Frankenstein di Eugenio Testa, considerato il primo film horror italiano. 
Poco dopo si trasferì a Berlino e lavorò per il regista austriaco Joseph Delmont, il danese Urban Gad e per i tedeschi Hans Schomburgk e Harry Piel. 
Nel 1923  tornò in Italia e con Pagano nei panni di Maciste - Maciste e il cofano cinese, Maciste all'inferno e Maciste nella gabbia dei leoni -interpretò i suoi antagonisti. 
Al di fuori dei film di Maciste ebbe piccoli ruoli nel film Il capolavoro di Saetta di Eugenio Perego e Voglio tradire mio marito di Mario Camerini. Con l'arrivo del cinema sonoro decise di ritirarsi dal cinema e di continuare l'attività di maschera in una compagnia teatrale spezzina. Ritornò nel cinema per una piccola parte nel film Vele ammainate di Anton Giulio Bragaglia del 1931. 
Morì a La Spezia nel 1935 all'età di cinquant'annicolpito da un arresto cardiaco nella sala di un cinema dove si era addormentato durante l'intervallo.

## Filmografia
- Cabiria, regia di Giovanni Pastrone (1914) - non accreditato
- Il mostro di Frankenstein, regia di Eugenio Testa (1920)
- Der König der Manege, regia di Joseph Delmont (1921)
- Die eiserne Faust, regia di Joseph Delmont (1921)
- Eine weisse unter Kannibalen, regia di Hans Schomburgk (1921)
- Die Insel der Verschollenen, regia di Urban Gad (1921)
- Die Todesleiter, regia di Joseph Delmont (1921)
- Das verschwundene Haus, regia di Harry Piel (1922)
- Il capolavoro di Saetta, regia di Eugenio Perego (1923)
- Maciste e il cofano cinese (Maciste und die chinesische Truhe), regia di Carl Boese (1923)
- Maciste all'inferno, regia di Guido Brignone (1926)
- Voglio tradire mio marito, regia di Mario Camerini (1925)
- Maciste nella gabbia dei leoni, regia di Guido Brignone (1926)
- Vele ammainate, regia di Anton Giulio Bragaglia (1931)